# Калихати (подокруг)
Калихати (бенг. কালিহাতি, англ. Kalihati) — подокруг в центральной части Бангладеш. Входит в состав округа Тангайл. Образован в 1928 году. Административный центр — город Калихати. Площадь подокруга — 301,22 км². По данным переписи 1991 года численность населения подокруга составляла 354 959 человек. Плотность населения равнялась 1178 чел. на 1 км². Уровень грамотности населения составлял 27,5 %. Религиозный состав: мусульмане — 90,02 %, индуисты — 9,2 %, христиане — 0,15 %, прочие — 0,63 %.